# Кубок России по современному пятиборью 2016
Кубок России среди мужчин был проведен в Москве с 9 по 13 февраля 2016 года.
В первый день программы прошли два полуфинала, определившие 36 спортсменов (всего выступало 65 пятиборцев), которые 12 февраля продолжили борьбу за почетный трофей.

## Полуфинальные соревнования.
- Полуфинал "А".

Лучшим здесь стал действующий чемпион России Артём Недов. Интересно, что на первых соревнованиях года, Всероссийском зимнем турнире, который прошел в январе, Артём выступил неудачно, не сумев попасть в финал. Сейчас же он подошел к отборочному старту очень ответственно и финишировал первым. 
- Полуфинал "В".

После двух видов программы (плавания и фехтования) турнир возглавил Виталий Иванов из Краснодарского края. Егор Пучкаревский занимал комфортное 9-е место, уступая 27 секунд лидеру. В комбайне Пучкаревский бежал очень медленно, как и его товарищ по сборной России Олег Наумов. Чемпионы мира среди юниоров двух последних лет, похоже, посчитали, что пропуск в финал у них в кармане и решили сэкономить силы. Но когда они финишировали, оказалось, что в финал попал только Наумов, а Пучкаревский, закончивший бег в паре сантиметров позади, остался с 37-м результатом по итогам предварительных соревнований.
- ТЕХНИЧЕСКИЕ РЕЗУЛЬТАТЫ.

Полуфинал «А».
1. Артем Недов (Москва) – 1169. 
2. Дмитрий Лукач (Самара) – 1169. 
3. Александр Пушкарев (Самара) – 1168.
Полуфинал «Б».
1. Максим Кузнецов (Москва) – 1161. 
2. Валерий Овчаров (Самара) – 1154. 
3. Илья Фролов (Самарская область) – 1154.

## Финал.
В числе участников решающей стадии Кубка России оказался и обладатель олимпийской лицензии Егор Пучкаревский, несмотря на то, что он неудачно выступил в полуфинале, где показал только 37-й результат. Но перед финалом заболел Максим Шерстюк и Пучкаревский не только занял его место, но и победил в турнире. 
- 12 февраля 2016 года.

Плавание, фехтование.
Плавание выиграл А. Пушкарев - 1.55,36 (354 очка). В фехтование отличился Лифанов 254 очка (27 побед). Один из фавори тов Илья Шугаров неожиданно слабо провел фехтовальный турнир всего 15 побед (192 очка).
Конкур.
Лидер после двух видов Лифанов не справился с лошадью (4 закидки) и получил 0 очков. Всего три спортсмена проехали дистанцию без ошибок, набрав 300 очков. А лидером стал Сергей Карякин. 
Положение после трех видов.
1. Сергей Карякин (Москва) – 867. 
2. Александр Пушкарев (Самарская область) – 866.
3. Егор Пучкаревский (Москва) – 865.
4. Андрей Панькин (Санкт-Петербург) – 860. 
5. Кирилл Беляков (Нижегородская область) – 857. 
- 12 февраля 2016 года. Легкоатлетический манеж . Спортивная база "Новогорск".

Перед комбайном лидировал чемпион мира 2010 года Сергей Карякин, правда, лидерство его было скорее символическим. Следом за ним шла плотная группа пятиборцев 5-8 человек, способных претендовать на призовые места.
Основная борьба развернулась между Карякиным и Пучкаревским. После третьей стрельбы на первое место вышел Пучкаревский и финишировал первым. Сергей Карякин уступил ему 5 секунд. Третьим финишный створ пересек нижегородец Кирилл Беляков.

Командный турнир завершился уверенной победой команды Москвы, которая опередила команды Самарской области и Санкт-Петербурга. 
Итоговые результаты.
Личное первенство. Финал.
- Личное первенство. Итоговые результаты.

| Место | Спортсмен         | Город, Республика     | Разряд | Плавание    | Фехтование | Конкур | Комбайн      | Сумма |
| 1.    | Пучкаревский Егор | Москва                | МСМК   | 2.01,33/336 | 231        | 298    | 11.07,00/633 | 1498  |
| 2.    | Карякин Сергей    | Москва                | ЗМС    | 1.58,65/345 | 244        | 278    | 11.14,00/626 | 1493  |
| 3.    | Беляков Кирилл    | Нижегородская область | МСМК   | 1.58,65/345 | 214        | 299    | 11.15,00/625 | 1482  |